# Khampheng Boupha
Khampheng Boupha (tiếng Lào: ຄຳແພງ ບຸບຜາ; 15 tháng 1 năm 1923 – 2011) là chính khách Lào, từng là Ủy viên Ban Chấp hành Trung ương Đảng Nhân dân Cách mạng Lào và Chủ tịch Hội Liên hiệp Phụ nữ Lào.

## Thân thế
Khampheng Boupha chào đời tại cố đô Luang Prabang và hoàn thành việc học ở đó.

## Sự nghiệp
Khampheng khởi đầu sự nghiệp làm giáo viên và về sau chuyển sang công việc dịch thuật. Từ năm 1946 đến năm 49, bà ở lại Thái Lan với chồng vốn là một thành viên của chính phủ Lào Issara. Một năm sau, cả hai người cùng tham gia Mặt trận Lào Tự do. Bà đã giành chiến thắng trong cuộc bầu cử bổ sung vào tháng 5 năm 1958 đại diện cho Luang Prabang và trở thành đại biểu Quốc hội Lào. Chính trong thời gian này, vợ chồng Boupha đã tích cực tham gia phong trào cộng sản Pathet Lào tại Việt Nam.
Năm 1979, Khampheng trở thành thành viên của Ủy ban Thường vụ Mặt trận Lào Xây dựng Đất nước mới thành lập và ba năm sau được bầu vào Ban Chấp hành Trung ương Đảng Nhân dân Cách mạng Lào. Do vấn đề sức khỏe mà bà quyết định không tái tranh cử. Bà cũng từng là chủ tịch Hội Liên hiệp Phụ nữ Lào và Quốc vụ khanh vấn đề Nông thôn.

## Đời tư
Năm 1943, Khampheng kết hôn với Khamphay Boupha. Bà qua đời vào năm 2011.